# Chizhou
Chizhou (池州 ; pinyin: Chízhōu) è una città con status di prefettura della provincia di Anhui, in Cina.

## Geografia antropica

### Suddivisioni amministrative
La prefettura di Chizhou è a sua volta divisa in 1 distretto e 3 contee.
| Nome                | Cinese (Semplificato / Tradizionale) | Pinyin        | Cap    |
| ------------------- | ------------------------------------ | ------------- | ------ |
| Distretto di Guichi | 贵池区 / 貴池區                      | Guìchí Qū     | 247100 |
| Contea di Dongzhi   | 东至县 / 東至縣                      | Dōngzhì Xiàn  | 247200 |
| Contea di Shitai    | 石台县 / 石台縣                      | Shítái Xiàn   | 236700 |
| Contea di Qingyang  | 青阳县 / 青陽縣                      | Qīngyáng Xiàn | 242800 |